# Dichoptera hampsoni
Dichoptera hampsoni är en insektsart som beskrevs av William Lucas Distant 1892. Dichoptera hampsoni ingår i släktet Dichoptera och familjen Dictyopharidae. Inga underarter finns listade i Catalogue of Life.